# Acanthocreagris corcyraea
Espèce
Acanthocreagris corcyraea est une espèce de pseudoscorpions de la famille des Neobisiidae.

## Distribution
Cette espèce est endémique de Corfou en Grèce. Elle se rencontre sur le mont Pantokrátor dans la grotte Spilia Katsaba.

## Description
La femelle holotype mesure 1,7 mm.

## Étymologie
Son nom d'espèce lui a été donné en référence au lieu de sa découverte, Corfou.

## Publication originale
- Mahnert, 1976 : Zur Kenntnis der Gattungen Acanthocreagris und Roncocreagris (Arachnida, Pseudoscorpiones, Neobisiidae). Revue Suisse de Zoologie, vol. 83, no 1, p. 193-214 (texte intégral).